# エゾノウワミズザクラ
エゾノウワミズザクラ（蝦夷上溝桜、学名: Padus avium）は、バラ科の落葉性低木。ヨーロッパ北部とアジア北部（日本では北海道、青森県）に自生するサクラの一種である。

## 特徴
樹高は15m。雌雄同株。
ノルウェー、スウェーデン、フィンランド、ロシア等の北極圏でも生育する。ウワミズザクラ亜属の基準種であり、総状花序は雌雄同体で、ハチやハエによって授粉される。

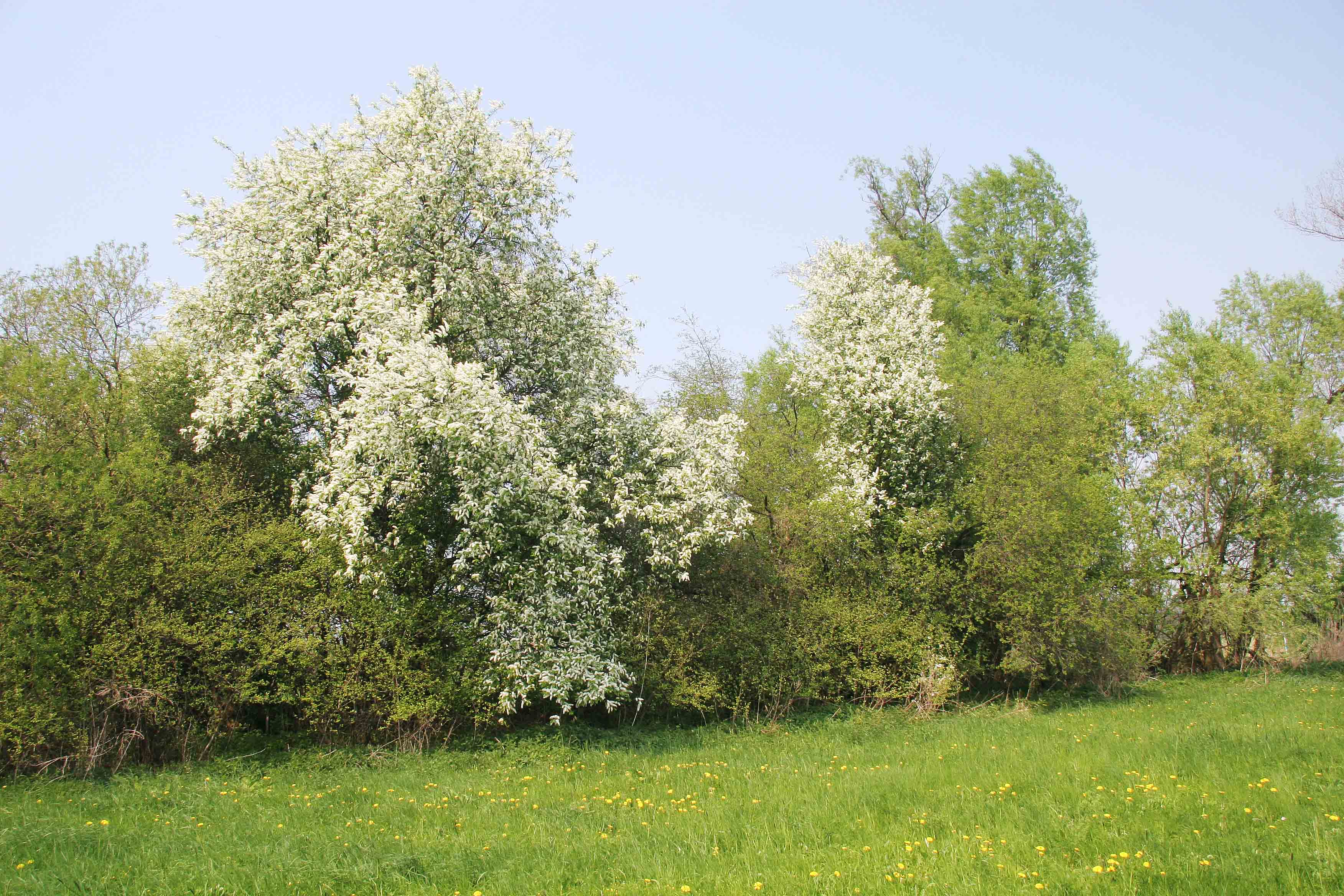
花期を迎えた樹木の全体。
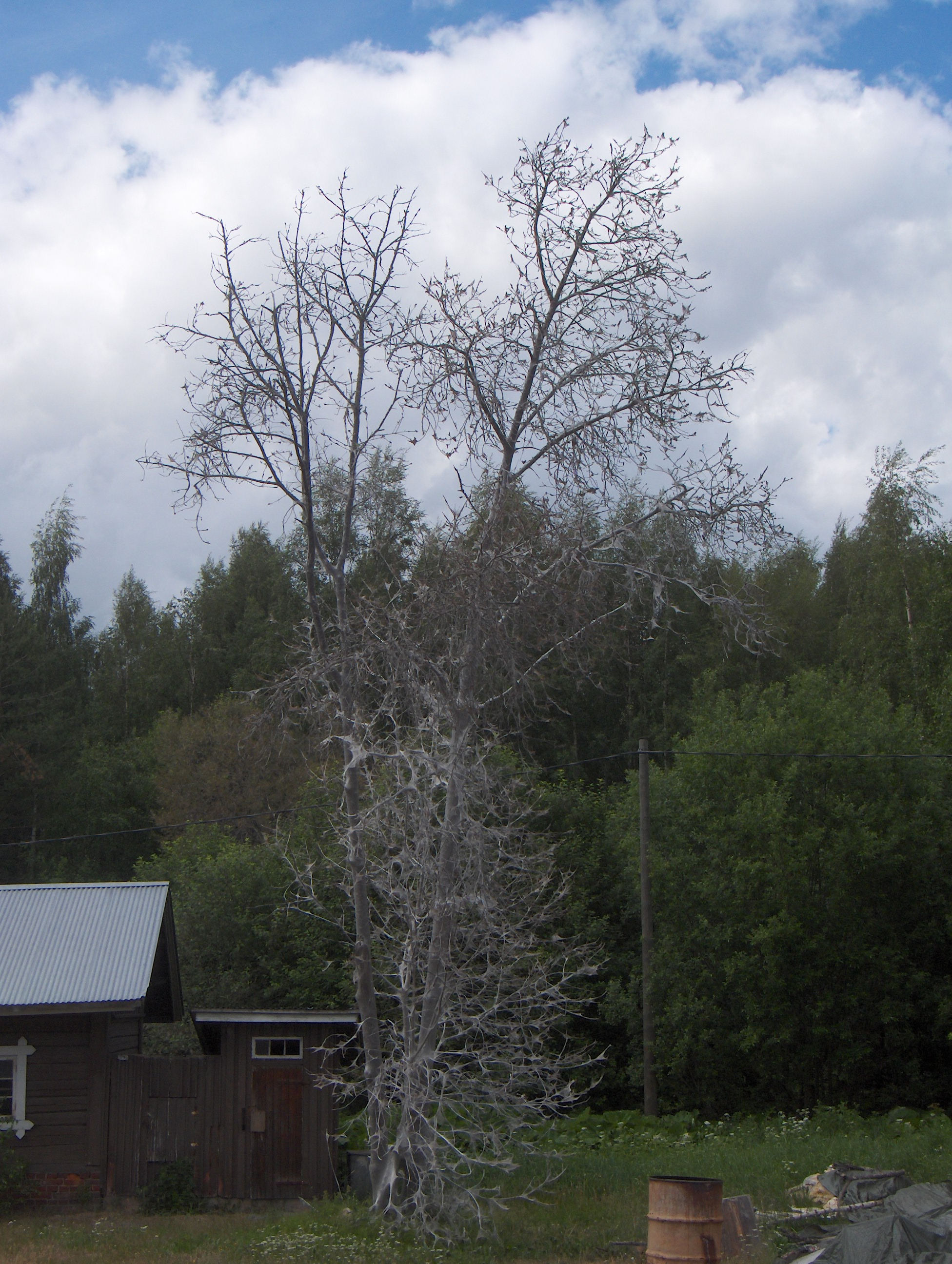
サクラスガが大量発生したエゾノウワミズザクラ

## 名称
和名は北海道（蝦夷）のウワミズザクラの意味。ウワミズ、とはこの木の材を用いてシカの骨を焼いて生じた割れ目を用いる占いに由来し、この割れ目をウラミゾと呼ぶことから付いた名である。
英名は後述するように果実に苦みがあり鳥の餌にされたことに由来する。
アイヌ語では果実を「キキン（kikin）」、木を指すときは木を表す「ニ（ni）」を付けて「キキンニ（kikinni）」と称する。これは「kiki（身代わりに出て危険を追っ払うもの）ne（になる）」という意から生じた語と考えられ、後述する強い香りが病魔を追い払うと考えられていたことによる名称である。

## 利用
公園樹などに用いられ、花は強い芳香を放つ。
樹皮は染料に用いられるほか、鎮咳効果を持つプロチンを含む。
実はえぐみがあり食用には不向きである。

### アイヌ文化における位置づけと利用
前述のように強い芳香が病魔を追い払うと考えられており、樹皮を煎じて薬用としたり、枝をお粥に入れて炊き療養食として用いたり、疫病の流行時に枝を戸口に立てかけるなどして用いた。
また、アイヌ語名キキン、に由来する地名も各所に見られる（津別町本岐〔ほんき〕、旧名：翻木禽〔ぽんききん〕など）。

## 亜種
以下の2つの亜種がある。
- European Bird Cherry Prunus padus var. padus. ヨーロッパ及び西アジア
- Asian Bird Cherry Prunus padus var. commutata. 東アジア